# فرودگاه آبی گولد ریور
فرودگاه آبی گولد ریور (به انگلیسی: Gold River Water Aerodrome) یک فرودگاه همگانی است که یک باند فرود آب دارد. این فرودگاه در کشور کانادا قرار دارد و در ارتفاع ۰ متری از سطح دریا واقع شده‌است.